# Человек Грызлов
«Человек Грызлов» — веб-комикс об одноимённом супергерое, которым «на самом деле является» экс-председатель Государственной думы Борис Грызлов. Комикс создан в жанре политической сатиры, высмеивающей российскую политику, а также некоторые нашумевшие события. Каждый выпуск посвящён какому-либо событию (например, Русскому маршу или делу Евсюкова), спародированному в сюжете противостояния Человека Грызлова и Чёрного Олигарха.

## Сюжет
По сюжету комикса председатель Думы Борис Грызлов одновременно является супергероем Человеком Грызловым, который борется со злом в лице суперзлодея Чёрного Олигарха и его приспешников. Человек Грызлов наделён сверхспособностями (например, умеет летать), благодаря чему неизменно побеждает. Носит он супергеройский костюм с плащом и буквами «БГ» на груди. Девизом Человека Грызлова, которым люди встречают его появление, является фраза: «Человек Грызлов. Он придёт и молча поправит всё». Фраза происходит из песни группы «Аквариум» «Человек из Кемерова».
На данный момент вышли семь выпусков комикса (пять эпизодов).

## Выпуски
Эпизод 1
Человек Грызлов ликвидирует взрыв газопровода в Москве, который, как оказалось, устроил Человек Крот, которого Человек Грызлов одолевает в схватке. Попутно Человек Грызлов находит чёрную метку с надписью «ЧО» и понимает, что вернулся Чёрный Олигарх.
Эпизод 2
Появляется непосредственно Чёрный Олигарх, который, будучи разъярённым неудачей с газопроводом, через другого своего подручного по имени Мосгаз нанимает Оборотня В Погонах. Оборотень из данного ему Мосгазом парабеллума начинает расстреливать людей в супермаркете (отсылка к «делу Евсюкова»), но оказавшийся рядом Человек Грызлов обезвреживает его. Понимая, что это происки Чёрного Олигарха, Человек Грызлов решает заняться расследованием происшествия.
Эпизод 3
Эпизод в целом посвящён противостоянию Чёрного Олигарха и Человека Грызлова. Чёрный Олигарх разворачивает целую кампанию по борьбе с героем.
Эпизод 3.1
После окончания допроса Оборотня Человек Грызлов возвращается домой, на связь с ним выходит Чёрный Олигарх, который говорит, что запускает вирус дорожных аварий. Чёрный Олигарх использует Windows, Человек Грызлов использует Mac OS X. Человек Грызлов ликвидирует опасность вируса, инициируя повышение цен на водку.
Эпизод 3.2
Чёрный Олигарх начинает кампанию по дискредитации Человека Грызлова. Для этого его подручные организуют диверсии. Мосгаз организует похищение корабля «Арктик-Си», а Человек Крот вызывает аварию на Саяно-Шушенской ГЭС. Благодаря вмешательству Человека Грызлова авария на ГЭС минимизируется (Человек Крот опять побеждён); «Арктик-Си» перехватывается Человеком Грызловым, бандиты захвачены.
Эпизод 3.3
Чёрный Олигарх подставляет Человека Грызлова и его арестовывают за угон корабля «Арктик-Си», его допрашивают в здании на Лубянке; допрос ведёт очередной Оборотень В Погонах, помощник Чёрного Олигарха. В это время Чёрный Олигарх находит нового подручного — Подрабинека. Народ, узнав о несправедливом аресте Человека Грызлова, начинает собираться перед Лубянкой, чего и добивался в частности Чёрный Олигарх — начинается смута. Понимая, что попал в ловушку Чёрного Олигарха, Человек Грызлов вырывается из камеры допросов ФСБ и с помощью собравшегося народа выясняет, где скрывается Чёрный Олигарх. Врываясь на явку Чёрного Олигарха, Человек Грызлов захватывает его подручных Мосгаза и Подрабинека, сам Чёрный Олигарх ускользает и пытается захватить Госдуму. В зале заседаний Госдумы происходит финальная схватка в которой Человек Грызлов побеждает Чёрного Олигарха. Благодаря смелым действиям Человека Грызлова его рейтинг доверия резко увеличивается, народ на улицах скандирует: «Пока другие говорят, Человек Грызлов действует! Мы будем голосовать за тебя, Человек Грызлов!». На что Человек Грызлов отвечает: «Эта победа — свидетельство единения народа с действующей властью».
Эпизод 4
К Человеку Грызлову прилетают посланцы из космоса с планеты Упячка, которые просят помощи. Сначала не могут понять их язык, но помогает Анатолий Вассерман. Прилетев на планету, Человек Грызлов знакомится с жителями Упячки, которые называют его Человек Ололо. Оказывается, что на планете творится ад из-за того, что Дракон (в одном из кадров показанный в виде Дяди Сэма) принёс демократию и лидеры планеты (изображённые в виде Виктора Ющенко и Юлии Тимошенко) бесконечно спорят с друг другом. Человек Грызлов отрывает мозг дракону и спасает планету.
Эпизод 5
Человек Грызлов пытается решить острый социальный конфликт между вампирами и антивампирами. Он прилетает на митинг вампиров под названием «Кровавый марш» (аллюзия на «Русский марш»), где рок-группа вампиров призывает в песне к борьбе с антивампирами. На просьбу Человека Грызлова разойтись вампиры начинают обвинять его в расизме и нарушении свободы слова. Тут на них нападают антивампиры. Как ему объясняют, они отличаются только тем, что вампиры завязывают белые шнурки на обуви, а антивампиры красные (пародия на противостояние неонацистов и антифашистов). В критический момент ему на помощь прилетают на «Волге» (отсылка к фильму «Чёрная молния») «Питерские Деды Морозы» — Михаил Боярский и Борис Гребенщиков. Они поют песню и вампиры становятся обычными людьми, обещают не пить больше кровь и вступить в Молодую гвардию Единой России. Оказывается, вампирам и антивампирам нужно было просто сменить музыку.

## Восприятие критикой
Появление этой политической сатиры вызвало довольно широкий отклик в интернете и в прессе.
Это событие прокомментировал и сам Борис Грызлов.